# Bahamské letecké křídlo
Letecké křídlo Bahamských královských obranných sil (anglicky Royal Bahamas Defence Force Air Wing) je letecká složka ozbrojených sil Baham. Bylo založeno 26. listopadu 1981 jako součást Bahamských královských obranných sil (Royal Bahamas Defence Force). Zpočátku disponovalo třemi letadly zapsanými v civilním rejstříku, která ale byla v roce 1990 prodána, a nahrazena jedním strojem Cessna 404. Byla zakoupena i jedna Cessna 421, která ale v roce 2002 havarovala. V roce 2008 byl získán jeden Beechcraft 350. V současnosti mají Bahamské královské obranné síly k dispozici dvě letadla, operující z letiště Lynden Pindling nedaleko Nassau.

## Přehled letecké techniky
Tabulka obsahuje přehled letecké techniky ozbrojených sil Baham podle Flightglobal.com.
| Název                          | Fotografie        | Původ             | Určení                            | Verze              | V aktivní službě  | Poznámky          |                   |
| Speciální letouny              | Speciální letouny | Speciální letouny | Speciální letouny                 | Speciální letouny  | Speciální letouny | Speciální letouny | Speciální letouny |
| ------------------------------ | ----------------- | ----------------- | --------------------------------- | ------------------ | ----------------- | ----------------- | ----------------- |
| Beechcraft Super King Air      |                   | USA               | námořní hlídkový letoun           | Super King Air 350 | 1                 |                   |                   |
| Dopravní a transportní letouny |                   |                   |                                   |                    |                   |                   |                   |
| Cessna 208 Caravan             |                   | USA               | užitkový/lehký transportní letoun |                    | 1                 |                   |                   |